# Fiat 600 Multipla
Fiat 600 Multipla er en forlænget model af Fiat 600. Den blev for første gang lavet i 1956.
Det er en lille bil på kun 3,5 meter. Der kunne sidde 6 personer i bilen, for der var 3 rækker sæder i. Førersædet er placeret højt, så man sidder godt og har et godt udsyn. Den bagerste dør, fandtes kun i højre side hvilket gjorde det sværere at komme ind på de 4 bagerste sæder. Bilen blev brugt en del som taxi i Italien.
Motoren var en 4-cylindret rækkemotor. Dens tophastighed var 88 km/t. Motoren var placeret bagi.